# Arcidiecéze pekingská
Pekingská arcidiecéze je čínská římskokatolická arcidiecéze.

## Území
Arcidiecéze zahrnuje město Peking, město dosahující statusu provincie, kde se také nachází hlavní chrám arcidiecéze, katedrála Neposkvrněného početí.
K roku 1949 měla: 215 915 věřících, 80 diecézních kněží, 39 řeholních kněží, 400 řeholníků, 300 řeholnic a 75 farností.

## Historie
První přítomnost katolické církve v Číně se datuje do cesty Marca Pola v 13. století. Za dynastie Jüan roku 1307 byl založena arcidiecéze s jménem Khanbaliq, kdy tak byl známý Peking: zde 20 let pracoval františkán Jan z Montecorvina, který je považován za zakladatele křesťanství v Číně. Roku 1313 byl založena další struktura a to diecéze Ci-tong. Roku 1320 byla z části jejího území vytvořena diecéze Ili-baluc. S koncem dynastie Jüan a začátkem dynastie Ming, přišlo pronásledování křesťanů a to ukončilo první pokus o evangelizaci Číny. Roku 1375 byla arcidiecéze zrušena.
Dne 10. dubna 1690 byla bulou Romani Pontificis papeže Alexandra VIII. z části území apoštolského vikariátu Nanking vytvořena diecéze Peking. Původně byla sufragánnou arcidiecéze Goa v Indii a pod patronátem království Portugalska.
Zřizovací bula nespecifikovala územní limity. Tak 15. října 1696 byly brevem E sublimi sedis papeže Inocence XII. určeny hranice, včetně tří čínských provincií (Peking, Čan-tong a Leao-tong).
Roku 1782 v diecézi neexistoval žádný mužský či ženský klášter; měli více než 20 kněžích včetně misionářů.
Dne 9. září 1831 byl z další částí jejího území vytvořen apoštolský vikariát v Koreji (dnešní arcidiecéze soulská), 14. srpna 1838 apoštolský vikariát Liao-tung, 3. září 1839 apoštolský vikariát Šan-tung a 2. dubna 1856 apoštolský vikariát Jihozápadní Dži-lí.
Dne 30. května 1856 byl papežem Piem IX. snížen diecézi titul na apoštolský vikariát Severní Dži-lí a z její části byl vytvořen apoštolský vikariát Jihovýchodní Dži-lí.
Dne 23. prosince 1899 byl z další části vytvořen apoštolský vikariát Východní Dži-lí, dne 14. února 1910 apoštolský vikariát Centrální Dži-lí a 27. dubna 1912 apoštolský vikariát Pobřežní Dži-lí.
Dne 3. prosince 1924 byl apoštolský vikariát přejmenován na Peking.
Dne 10. května 1926 byl vytvořen další apoštolský vikariát Šin-chua-fu a 25. května 1929 misie sui iuris Ji-sien.
Dne 11. dubna 1946 byl vikariát bulou Quotidie Nos papeže Pia XII. povýšen na metropolitní arcidiecézi.

## Seznam biskupů

### Arcibiskupové Khanbaliq
- Andreuccio da Assisi, O.F.M. (? - ?)
- Blah. Jan z Montecorvina, O.F.M. (1307 - 1328)
- Nicolas da Botras, O.F.M. (1333 - 1338)
- Cosma, O.F.M. (asi 1369 - 1370)
- Guglielmo da Villanova, O.F.M. (1370 - ?)
- Giacomo Camporea, O.P. (1426 - 1441)

### Biskupové Pekingu
- Bernardino Della Chiesa, O.F.M. (1690 - 1721)
  - Manuel Jesu-Maria-José, O.F.M. (apoštolský administrátor)
  - Carlo Orazi da Castorano, O.F.M. (1721 - 1725) (apoštolský administrátor)
- Francisco de la Purificación, O.S.A. (1725 - 1734)
- Polycarpo de Sousa, S.J. (1740 - 1757)
- Giovanni Damasceno Salustri della Concezione, O.A.D. (1778 - 1781)
- Alexandre de Gouvea, T.O.R. (1782 - 1808)
- Joaquim da Souza Saraiva, C.M. (1808 - 1818)
  - Cayetano Pires Pireira, C.M. (1827 - 1838) (apoštolský administrátor)
  - Joseph-Martial Mouly, C.M. (1846 - 1856) (apoštolský administrátor)
- Joseph-Martial Mouly, C.M. (1856 - 1856)

### Apoštolští vikáři Severní Dži-lí
- Joseph-Martial Mouly, C.M. (1856 - 1868)
- Edmond-François Guierry, C.M. (1868 - 1870)
- Louis-Gabriel Delaplace, C.M. (1870 - 1884)
- François-Ferdinand Tagliabue, C.M. (1884 - 1890)
- Jean-Baptiste-Hippolyte Sarthou, C.M. (1890 - 1899)
- Pierre-Marie-Alphonse Favier, C.M. (1899 - 1905)
- Stanislas Jarlin, C.M. (1905 - 1924)

### Apoštolští vikáři Pekingu
- Stanislas Jarlin, C.M. (1924 - 1933)
- Paul Leon Cornelius Montaigne, C.M. (1933 - 1946)

### Arcibiskupové Pekingu
- Thomas Tien Ken-sin, S.V.D. (1946 - 1967)
  - Sede vacante
  - Joseph Yao Guang-yu, C.M. (1959 - 1964) (bez papežského mandátu)
  - Michel Fu Tieshan (1979 - 2007) (bez papežského mandátu)
  - Matthias Pei Shang-de, C.D.D. (1989 - 2001) (tajný biskup)
  - Joseph Li Shan (od 2007)